# Barbiellinia parvicornis
Barbiellinia parvicornis är en tvåvingeart som först beskrevs av Günther Enderlein 1921.  Barbiellinia parvicornis ingår i släktet Barbiellinia och familjen vapenflugor. Inga underarter finns listade i Catalogue of Life.